# Google Редактори Документів
Редактори Google Docs – це офісний веб-пакет для підвищення продуктивності, який пропонує Google у своєму сервісі Google Drive. Набір включає Google Docs (текстовий процесор), Google Sheets (електронна таблиця), Google Slides (програмне забезпечення для презентацій), Google Drawings (програма для векторного малювання), Google Forms (онлайн-форми, тести та опитування), Google Sites (графічний редактор веб-сайтів), і Google Keep (програма для створення нотаток).  Раніше він також включав Google Fusion Tables, поки його не було припинено в 2019 році 
Пакет редакторів Google Docs Editors доступний безкоштовно для користувачів із особистими обліковими записами Google : через веб-програму, набір програм для мобільних пристроїв для Android та iOS і програму для робочого столу для ChromeOS Google.

## Доступність
Пакет редакторів документів Google доступний безкоштовно для користувачів із особистими обліковими записами Google. Він також пропонується як частина орієнтованої на бізнес служби Google Google Workspace.  

## Конкуренція
Пакет в основному конкурує з програмними пакетами Microsoft Office та iWork.  Він започаткував спільне редагування в реальному часі з моменту свого створення в 2006 році, тоді як Microsoft Office представив його лише в 2013 році  Пакет може відкривати та записувати формати файлів Microsoft Office.